# 曉星山瀑布
曉星山瀑布位於花蓮縣秀林鄉砂卡礑溪左岸支流，曉星山南南西方約3.2公里溪谷。瀑布標高約1170公尺至1090公尺，為直瀉型瀑布，落差約80公尺。

## 解
1. ↑  根據《臺灣通用電子地圖【NLSC】》、《農航所（正射影像圖）》對照。